# Преображенский монастырь (Террассон)
Преображе́нский монастырь (фр. Le monastère de la Transfiguration) — женский православный монастырь в Террассоне в департаменте Дордонь во Франции, являющийся подворьем монастыря Симонопетра и формально входящий в юрисдикцию Галльской митрополии Константинопольского патриархата.
Святые покровители монастыря: святитель Нектарий Эгинский, преподобный Симон Мироточивый, равноапостольная Мария Магдалина.

## История
В мае 1978 года иеромонах Илия (Раго), постриженник афонского монастыря Симонопетра, по благословению архимандрита Емилиана (Вафидиса) основал в Мартеле в департаменте Лот первое афонское подворье в честь Преображения Господня, положив начало женскому монастырю.
В 1990 году женский монастырь был вынужден переместиться в Террассон в департамент Дордонь. Движимые ощущениями духовного преемства по отношению к древнему галльскому христианству, основатели Преображенского монастыря приобрёли в собственность исторический памятник Террассона — пещеры святого Сура, основавшего в VI веке первый монастырь в этих местах.
В Преображенском подворье принимают паломников, с 2000 года занимаются овцеводством, разведением грецкого ореха, производством варенья.
В 2002 году монастырь получил официальную государственную регистрацию.
На 2015 год в монастыре проживало 6 монахинь, руководимых архимандритом Илией (Раго).